# Козлово (Новотомиський повіт)
Козлово (пол. Kozłowo, нім. Erlendorf) — село в Польщі, у гміні Опалениця Новотомиського повіту Великопольського воєводства.
Населення — 232 особи (2011).
У 1975-1998 роках село належало до Познанського воєводства.

## Демографія
Демографічна структура станом на 31 березня 2011 року:
|          | Загалом | Допрацездатний вік | Працездатний вік | Постпрацездатний вік |
| -------- | ------- | ------------------ | ---------------- | -------------------- |
| Чоловіки | 115     | 32                 | 75               | 8                    |
| Жінки    | 117     | 30                 | 69               | 18                   |
| Разом    | 232     | 62                 | 144              | 26                   |